# EuroLeague 2001/02
Die Saison 2001/02 war die 2. Spielzeit der EuroLeague unter Leitung der ULEB und die insgesamt 45. Saison des bedeutendsten Wettbewerbs für europäische Basketball-Vereinsmannschaften, der von 1958 bis 2000 von der FIBA unter verschiedenen Bezeichnungen organisiert wurde.
Den Titel gewann erstmals Panathinaikos Athen. Die Griechen gewannen jedoch vorher bereits zweimal den Europapokal der Landesmeister.

## Qualifikation
Die beiden Gewinner schafften es in die Hauptrunde. Die restlichen Teams spielten im Saporta-Cup weiter.

### 1. Runde
|                  | Gesamt  |                      | Hinspiel | Rückspiel |
| ---------------- | ------- | -------------------- | -------- | --------- |
| Darüşşafaka SK   | 135:171 | Telekom Baskets Bonn | 81:94    | 54:77     |
| KK Lietuos Rytas | 158:159 | KK Croatia Split     | 87:71    | 71:88     |

### 2. Runde
|                       | Gesamt  |                  | Hinspiel | Rückspiel |
| --------------------- | ------- | ---------------- | -------- | --------- |
| Club Portugal Telecom | 150:198 | Spirou Charleroi | 77:92    | 73:106    |
| Telekom Baskets Bonn  | 166:159 | KK Croatia Split | 76:73    | 90:86     |

### 3. Runde
|                  | Gesamt  |                      | Hinspiel | Rückspiel |
| ---------------- | ------- | -------------------- | -------- | --------- |
| Spirou Charleroi | 162:141 | Hapoel Jerusalem     | 84:70    | 78:71     |
| KK Krka          | 162:153 | Telekom Baskets Bonn | 89:82    | 73:71     |

## Hauptrunde

### Vorrunde
In dieser ersten Phase traten die 32 Mannschaften aufgeteilt in vier Gruppen (A bis D) in Heim- bzw. Auswärtsspielen gegeneinander an bis, ein jedes Team 14 Spiele absolviert hatte. Für die nächste Runde qualifizierten sich die vier besten aus jeder Gruppe.

### Gruppe A
| Team                    | Sp | S  | N  | P+   | P-   |
| ----------------------- | -- | -- | -- | ---- | ---- |
| 1. Benetton Treviso     | 14 | 11 | 3  | 1206 | 1142 |
| 2. Maccabi Tel Aviv     | 14 | 10 | 4  | 1101 | 1021 |
| 3. Olympiakos Piräus    | 14 | 10 | 4  | 1205 | 1098 |
| 4. Efes Pilsen          | 14 | 9  | 5  | 1059 | 1032 |
| 5. Unicaja Málaga       | 14 | 6  | 8  | 1054 | 1052 |
| 6. Idea Śląsk Wrocław   | 14 | 4  | 10 | 1001 | 1061 |
| 7. ALBA Berlin          | 14 | 3  | 11 | 1065 | 1153 |
| 8. TEC Spirou Charleroi | 14 | 3  | 11 | 1049 | 1181 |

### Gruppe B
| Team                  | Sp | S  | N  | P+   | P-   |
| --------------------- | -- | -- | -- | ---- | ---- |
| 1. Kinder Bologna     | 14 | 12 | 2  | 1163 | 969  |
| 2. FC Barcelona       | 14 | 10 | 4  | 1211 | 1050 |
| 3. Ülker Istanbul     | 14 | 9  | 5  | 1104 | 1051 |
| 4. Olimpija Ljubljana | 14 | 9  | 5  | 1085 | 971  |
| 5. Opel Skyliners     | 14 | 8  | 6  | 1037 | 1060 |
| 6. Žalgiris Kaunas    | 14 | 5  | 9  | 1054 | 1097 |
| 7. Peristeri Athen    | 14 | 3  | 11 | 1058 | 1158 |
| 8. London Towers      | 14 | 0  | 14 | 910  | 1266 |

### Gruppe C
| Team                   | Sp | S  | N  | P+   | P-   |
| ---------------------- | -- | -- | -- | ---- | ---- |
| 1. Panathinaikos Athen | 14 | 12 | 2  | 1176 | 1073 |
| 2. Real Madrid         | 14 | 9  | 5  | 1211 | 1123 |
| 3. Skipper Bologna     | 14 | 8  | 6  | 1193 | 1151 |
| 4. ZSKA Moskau         | 14 | 8  | 6  | 1221 | 1189 |
| 5. Krka Novo mesto     | 14 | 7  | 7  | 1245 | 1222 |
| 6. EB Pau Orthez       | 14 | 7  | 7  | 1126 | 1114 |
| 7. Budućnost Podgorica | 14 | 3  | 11 | 1108 | 1257 |
| 8. KK Zadar            | 14 | 2  | 12 | 1156 | 1307 |

### Gruppe D
| Team                  | Sp | S | N  | P+   | P-   |
| --------------------- | -- | - | -- | ---- | ---- |
| 1. TAU Cerámica       | 14 | 9 | 5  | 1219 | 1057 |
| 2. AEK Athen          | 14 | 9 | 5  | 1152 | 1102 |
| 3. Ural Great Perm    | 14 | 8 | 6  | 1266 | 1260 |
| 4. Scavolini Pesaro   | 14 | 8 | 6  | 1124 | 1137 |
| 5. ASVEL Villeurbanne | 14 | 8 | 6  | 1147 | 1135 |
| 6. Partizan Belgrad   | 14 | 6 | 8  | 1138 | 1191 |
| 7. KK Cibona Zagreb   | 14 | 5 | 9  | 1110 | 1165 |
| 8. Telindus Oostende  | 14 | 3 | 11 | 1138 | 1247 |

## Zwischenrunde (Top 16)
In der zweiten Phase der Euroleague wurden die verbliebenen 16 Mannschaften in vier Gruppen (E bis H) zu je vier Teams aufgeteilt. Dabei spiegelte sich das Abschneiden aus der regulären Saison in der Setzliste für die Auslosung wider. Auch in dieser Phase traten die Mannschaften einer jeden Gruppe in Hin- und Rückspielen gegeneinander an. Die jeweiligen Gruppensieger qualifizierten sich direkt für das Final-Four-Turnier.

### Gruppe E
| Team                | Sp | S | N | P+  | P-  |
| ------------------- | -- | - | - | --- | --- |
| 1. Benetton Treviso | 6  | 4 | 2 | 538 | 481 |
| 2. FC Barcelona     | 6  | 4 | 2 | 499 | 483 |
| 3. Skipper Bologna  | 6  | 2 | 4 | 482 | 509 |
| 4. Scavolini Pesaro | 6  | 2 | 4 | 487 | 514 |

### Gruppe F
| Team               | Sp | S | N | P+  | P-  |
| ------------------ | -- | - | - | --- | --- |
| 1. Kinder Bologna  | 6  | 4 | 2 | 460 | 432 |
| 2. Efes Pilsen     | 6  | 3 | 3 | 506 | 481 |
| 3. Real Madrid     | 6  | 3 | 3 | 500 | 528 |
| 4. Ural Great Perm | 6  | 2 | 4 | 516 | 541 |

### Gruppe G
| Team                   | Sp | S | N | P+  | P-  |
| ---------------------- | -- | - | - | --- | --- |
| 1. Panathinaikos Athen | 6  | 5 | 1 | 496 | 467 |
| 2. Olympiakos Piräus   | 6  | 4 | 2 | 480 | 452 |
| 3. AEK Athen           | 6  | 2 | 4 | 474 | 475 |
| 4. Olimpija Ljubljana  | 6  | 1 | 5 | 450 | 506 |

### Gruppe H
| Team                | Sp | S | N | P+  | P-  |
| ------------------- | -- | - | - | --- | --- |
| 1. Maccabi Tel Aviv | 6  | 4 | 2 | 410 | 370 |
| 2. TAU Cerámica     | 6  | 4 | 2 | 496 | 472 |
| 3. ZSKA Moskau      | 6  | 3 | 3 | 486 | 485 |
| 4. Ülker Istanbul   | 6  | 1 | 5 | 395 | 460 |

* Ülker Istanbul ist nicht zum Spiel in Tel Aviv erschienen. Als Grund wurde seitens der Istanbuler die unsichere Lage in Israel angegeben.

## Final Four Turnier
In einem Turnier, das innerhalb eines Wochenendes stattfand, traten je zwei Mannschaften in Halbfinals gegeneinander an. Die Sieger qualifizierten sich für das Finale, aus dem der Sieger der EuroLeague hervorging.

### Halbfinale
Die Halbfinalspiele fanden am 3. Mai statt.
| Paarung             | Paarung | Paarung          | Ergebnis |
| Panathinaikos Athen | –       | Maccabi Tel Aviv | 83:75    |
| Benetton Treviso    | –       | Kinder Bologna   | 82:90    |

### Finale
Das EuroLeague Finale fand am 5. Mai 2002 im PalaMalaguti in Bologna statt.
| Paarung             | Panathinaikos Athen – Kinder Bologna |
| Ergebnis            | 89:83 |
| Datum               | 5. Mai 2002 |
| Stadion             | PalaMalaguti, Bologna |
| Zuschauer           | 8.278 |
| Schiedsrichter      | Romuldas Brazauskas, Juan Carlos Arteaga |
| Panathinaikos Athen | Fragiskos Alvertis 11 Punkte, Giorgos Kalaitzis, Johnny Rogers 7, Damir Mulaomerović 6, Dejan Bodiroga 21, Darryl Middleton 10, İbrahim Kutluay 22, Lazaros Papadopoulos 12, Pepe Sánchez Trainer: Željko Obradović |
| Kinder Bologna      | Manu Ginóbili 27, Sani Bečirovič 4, Antonio Granger 10, Alessandro Frosini, David Andersen 3, Antoine Rigaudeau 3, Rashard Griffith 2, Matjaž Smodiš 23, Marko Jarić 11 Trainer: Ettore Messina                     |

## Auszeichnungen

### Regular Season MVP

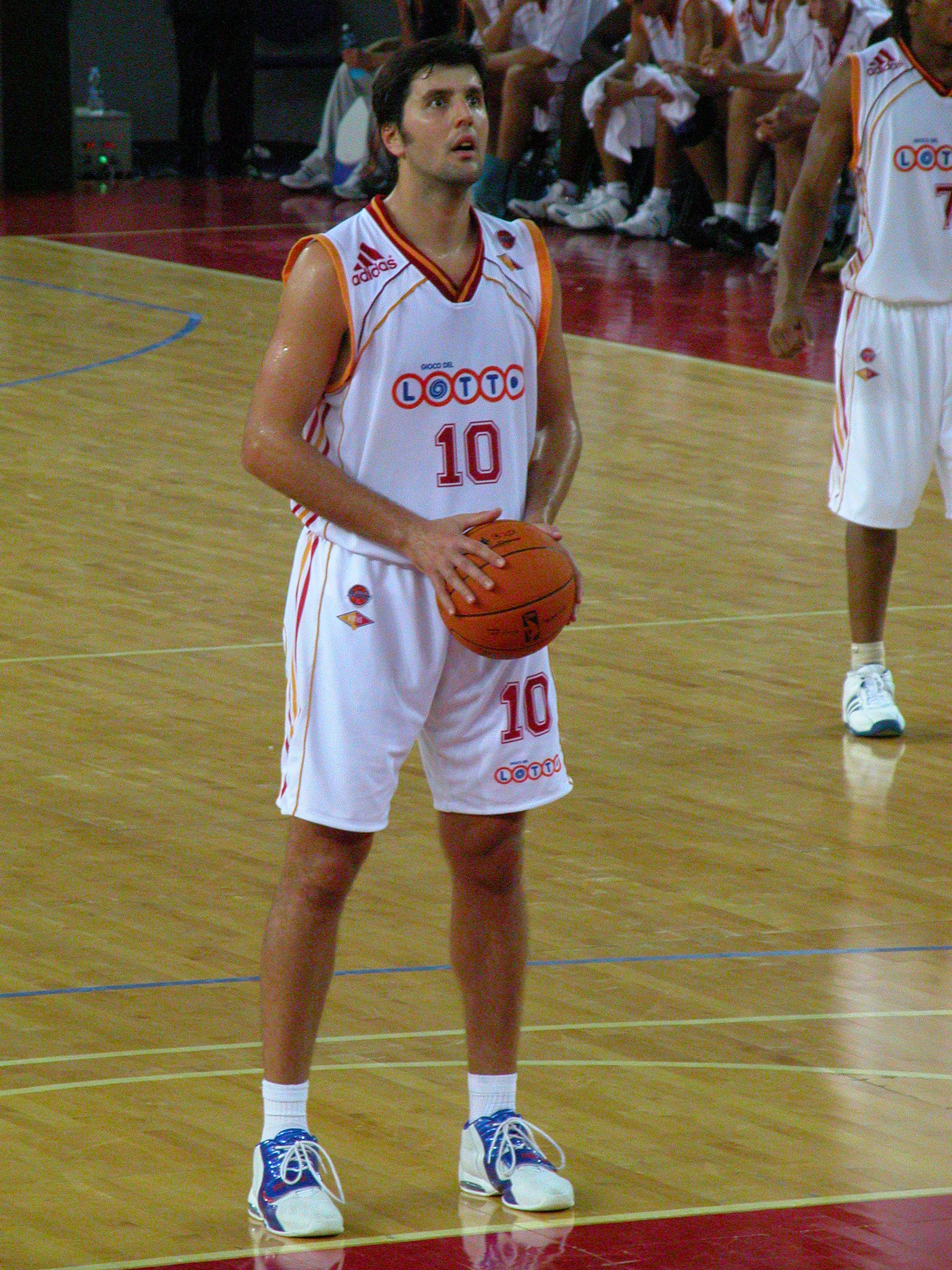
Final Four MVP: Dejan Bodiroga

- Mirsad Türkcan (ZSKA Moskau)

### Final Four MVP
- Dejan Bodiroga (Panathinaikos Athen)

### All Euroleague First Team 2001–2002
- Tyus Edney (Benetton Treviso)
- Marko Jarić (Kinder Bologna)
- Manu Ginóbili (Kinder Bologna)
- Dejan Bodiroga (Panathinaikos Athen)
- Dejan Tomašević (TAU Ceramica)

### All Euroleague Second Team 2001–2002
- Ariel McDonald (Maccabi Tel Aviv)
- Alphonso Ford (Olympiakos Piräus)
- Mirsad Türkcan (ZSKA Moskau)
- Marcelo Nicola (Benetton Treviso)
- Joseph Blair (Scavolini Pesaro)